# Hubert Skowronek
Hubert Paweł Skowronek (Gliwice, 1941. december 3. – 1979. január 6.) válogatott lengyel labdarúgó, csatár, középpályás, edző.

## Pályafutása

### Klubcsapatban
1959 és 1962 között a Piast Gliwice, 1962 és 1967 között a Śląsk Wrocław, 1967 és 1973 között a Górnik Zabrze labdarúgója volt. A Górnikkal két lengyel bajnoki címet és öt kupagyőzelmet ért el. Tagja volt az 1969–70-es idényben KEK-döntős csapatnak. 1973-ban az osztrák Alpine Donawitz, 1973 és 1975 között a Walka Makoszowy játékosa volt.

### A válogatottban
1966. december 3-án egy Izrael ellen barátságos mérkőzésen szerepelt a lengyel válogatottban. A 0–0-s döntetlennel véget ért Tel-Aviv-i mérkőzésnek a 46. percében állt be Andrzej Jarosik helyére.

### Edzőként
1975–76-ban a Stal Stalowa Wola, 1977-ben a Piast Gliwice vezetőedzője volt.

## Halála
1979. január 6-án autóbusszal utazott. Lubin és Polkowice között hófúvásba kerültek és elakadtak. Több utassal együtt megpróbálták a buszt az útra visszatolni. Eközben egy teherautó beléjük rohant és halálra gázolta.

## Sikerei, díjai
Górnik Zabrze
- Lengyel bajnokság
  - bajnok (2): 1970–71, 1971–72
- Lengyel kupa
  - győztes (5): 1968, 1969, 1970, 1971, 1972
- Kupagyőztesek Európa-kupája (KEK)
  - döntős: 1969–70

## Statisztika

### Mérkőzése a lengyel válogatottban
| Lengyelország | Lengyelország     | Lengyelország                | Lengyelország | Lengyelország | Lengyelország | Lengyelország | Lengyelország | Lengyelország |
| #             | Dátum             | Helyszín                     | Hazai         | Eredmény      | Vendég        | Kiírás        | Gólok         | Esemény       |
| ------------- | ----------------- | ---------------------------- | ------------- | ------------- | ------------- | ------------- | ------------- | ------------- |
| 1.            | 1966. december 3. | Tel-Aviv, Bloomfield stadion | Izrael        | 0 – 0         | Lengyelország | barátságos    | -             | 46'           |
|               | Összesen          |                              |               | 1             | mérkőzés      |               | 0             | gól           |